# Хорамбад
Хорамбад (перс. خرم آباد) је град у Ирану, у покрајини Лорестан. Према попису из 2006. у граду је живело 333.945 становника.

## Становништво
Према попису, у граду је 2006. живело 333.945 становника.
| 1986.   | 1991.   | 1996.   | 2006.   |
| ------- | ------- | ------- | ------- |
| 208.592 | 249.258 | 272.815 | 333.945 |